# Javier López Carballo
Javier López Carballo (La Orotava, España, 25 de marzo de 2002) es un futbolista español que juega en la demarcación de defensa en la Real Sociedad de la Primera División de España.

## Trayectoria
Nacido en La Orotava. Se formó en la Unión Deportiva Orotava durante 4 años y en el cadete del CD Tenerife, para pasar al Deportivo Alavés. En 2018 subió al segundo equipo, con el que debutó el 22 de septiembre de 2018 contra la Real Sociedad "C". Dos años después y con 17 encuentros disputados, Javi López ascendió al primer equipo, con el que hizo su estreno el 21 de junio de 2020 en la Primera División de España contra el RC Celta de Vigo, con derrota vitoriana por 6-0.
En 2024, fue traspasado por siete millones de euros a la Real Sociedad con la que firmó hasta 2030.

## Estadísticas

### Clubes
Actualizado al último partido disputado el 30 de junio de 2025.
| Club                          | Div.          | Temporada     | Liga  | Liga  | Copas nacionales | Copas nacionales | Copas internacionales | Copas internacionales | Total | Total |
| Club                          | Div.          | Temporada     | Part. | Goles | Part.            | Goles            | Part.                 | Goles                 | Part. | Goles |
| ----------------------------- | ------------- | ------------- | ----- | ----- | ---------------- | ---------------- | --------------------- | --------------------- | ----- | ----- |
| Deportivo Alavés "B" · España | 3.ª           | 2018-19       | 2     | 0     | ―                | ―                | ―                     | ―                     | 2     | 0     |
| Deportivo Alavés "B" · España | 2.ª B         | 2019-20       | 16    | 0     | ―                | ―                | ―                     | ―                     | 16    | 0     |
| Deportivo Alavés "B" · España | Total club    | Total club    | 18    | 0     | 0                | 0                | 0                     | 0                     | 18    | 0     |
| Deportivo Alavés · España     | 1.ª           | 2019-20       | 1     | 0     | —                | —                | ―                     | ―                     | 1     | 0     |
| Deportivo Alavés · España     | 1.ª           | 2020-21       | 9     | 0     | 2                | 0                | ―                     | ―                     | 11    | 0     |
| Deportivo Alavés · España     | 1.ª           | 2021-22       | 9     | 0     | 2                | 0                | ―                     | ―                     | 11    | 0     |
| Deportivo Alavés · España     | 2.ª           | 2022-23       | 32    | 0     | 3                | 0                | ―                     | ―                     | 35    | 0     |
| Deportivo Alavés · España     | 1.ª           | 2023-24       | 32    | 1     | 2                | 0                | ―                     | ―                     | 34    | 1     |
| Deportivo Alavés · España     | Total club    | Total club    | 83    | 1     | 9                | 0                | 0                     | 0                     | 92    | 1     |
| Real Sociedad · España        | 1.ª           | 2024-25       | 28    | 0     | 3                | 0                | 6                     | 0                     | 37    | 0     |
| Real Sociedad · España        | Total club    | Total club    | 28    | 0     | 3                | 0                | 6                     | 0                     | 37    | 0     |
| Total carrera                 | Total carrera | Total carrera | 129   | 1     | 12               | 0                | 6                     | 0                     | 147   | 1     |